# 小梨洋甘国宝故居
小梨洋甘国宝故居，位于中国福建省屏南县甘棠乡小梨洋村，清朝武将甘国宝出生于此。故居于明崇祯八年（1635年）始建，坐北向南，由门亭、大厅、观鱼池及花园组成，四面筑以夯土墙，占地面积373平方米。主厅两层，穿斗式单檐悬山顶，面阔三间，进深五柱。
2009年11月16日公布为第七批福建省文物保护单位。